# Erhun Obanor
Erhun Obanor (1995. szeptember 5. –) nigériai válogatott labdarúgó, jelenleg az NK Rudeš védője.

## Pályafutása

### Klubcsapatokban
Obanor a pályafutását nigériai alacsonyabb osztályú csapatoknál kezdte, mígnem 2015-ben az élvonalbeli Abia Warriors FC csapatához igazolt. 2016-ban a német másodosztályú Greuther Fürth csapatába igazolt, itt 2018 nyaráig volt. Ezután a horvát NK Rudeš játékosa lett.

### Válogatottban
2014-ben tagja volt az afrikai nemzetek bajnokságán bronzérmet szerző nigériai válogatottnak. A tornán két meccsen lépett pályára, egyszer a csoportkör során, egyszer pedig a negyeddöntőben.

## Mérkőzései a nigériai válogatottban
| #  | Dátum            | Ellenfél   | Eredmény   | Kiírás                                  | Esemény |
| -- | ---------------- | ---------- | ---------- | --------------------------------------- | ------- |
| 1. | 2014. január 19. | Dél-Afrika | 3 – 1      | Afrikai nemzetek bajnoksága csoportkör  | 67'     |
| 2. | 2014. január 25. | Marokkó    | 4 – 3 h.u. | Afrikai nemzetek bajnoksága negyeddöntő |         |

## Sikerei, díjai
Nigéria:
- Afrikai nemzetek bajnoksága bronzérmes: 2014